# 2018 en Nouvelle-Écosse
Chronologie de la Nouvelle-Écosse
- 2014
- 2015
- 2016
- 2017
- 2018
- 2019
- 2020
- 2021
- 2022

Cette page concerne des événements d'actualité qui se sont produits durant l'année 2018 dans la province canadienne de la Nouvelle-Écosse.

## Politique
- Premier ministre : Stephen McNeil (Parti libéral)
- Chef de l'opposition : Jamie Baillie (en) (Association progressiste-conservateur)
- Lieutenant-gouverneur : John James Grant
- Législature : 62e (en)

## Événements
- L'année 2018 marque une forte hausse de la population de la province avec une augmentation de plus de 10 000 habitants[1]. Le nombre de migrants accueillis entre janvier et fin novembre se monte à 5645[2].
- En 2018, la province a produit le quart de son électricité à partir de ressources renouvelables, 55,8 % à partir du charbon, taux le plus élevé des provinces canadiennes, le gaz naturel, le pétrole et le diesel ont compté pour 18,1 %[3].
- Le PIB de la province a progressé de 0.9% dans l'année[4].
- Justin Trudeau nomme Stanley Kutcher (en) comme sénateur pour la Nouvelle-Écosse. Les Acadiens qui espéraient voir siéger un des leurs à la Chambre haute sont déçus[5].
- La Fédération Acadienne de la Nouvelle-Écosse (FANE) fête son 50e anniversaire[6].
- Un épisode de gel tardif entraîne des pertes importantes pour les agriculteurs de la région. Ils sont estimés à 40 millions de dollars pour cette année[7].
- Le NCSM Athabaskan, un des plus gros navires de guerre du Canada, en fin de carrière va être remorqué au Cap-Breton, pour être démantelé par la compagnie Marine Recycling[8].
- 531 personnes sont décédées dans les salles d'urgences des hôpitaux de la province dans l'année, en augmentation de 7% par rapport à 2017[9].
- Antigonish accueille pour la seconde fois, après 1994, les Jeux olympiques spéciaux du Canada[10],[11].

- 26 juin :
  - Visite officielle de la Gouverneure générale du Canada, son Excellence la très honorable Julie Payette, en Nouvelle-Écosse[12].
  - Yves Cormier lance la deuxième édition de son Dictionnaire du français acadien[13].
- Septembre : réunion préparatoire au congrès mondial Acadien à Moncton. La première partie du Congrès se passera à l’Île-du-Prince-Édouard du 10 au 15 août 2019 pour ensuite se déplacer dans le Sud-Est du Nouveau Brunswick à partir du 15 août jusqu’au 24 août[14].
- 11 septembre : table ronde, à Halifax, sur le numérique et les données sur le thème : Confiance et vie privée[15].
- 17 octobre : ouverture de magasins spécialisés vendant à la fois de l'alcool et du cannabis « La Nova Scotia Liquor Store s’attend à servir 90 clients à l’heure »[16].